# Belső rész (topológia)

Az x pont S egy belső pontja, mivel létezik olyan x középpontú nyílt gömb amelyet az S teljesen magában foglal. Az y pont S határpontja.

A belső rész egy topológiai fogalom. Egy S halmaz belső része azon S-beli pontok halmaza amelyek nem eleme S határának. Ezeket a pontokat S belső pontjainak hívjuk.
Ezzel ekvivalens definíció szerint S belső része az S komplementerének a lezártjának a komplementere. Ebből következően valamilyen szinten a halmazok lezártja és a belső része szorosan összetartozó fogalmak.
Egy halmaz külső része pedig megegyezik a halmaz komplementerének a belső részével, vagy másképp, a halmaz lezártjának a komplementerével. Egy halmaz külső része azon pontok halmaza, amelyek nem elemei sem a halmaznak sem a halmaz határának. A egy halmaz belső része, a határa és a külső része a teljes topologikus teret 3 (vagy kevesebb ha valamelyik üres halmaz) diszjunkt részre particionálja. A belső rész és a külső rész mindig nyitott halmazok míg a határ mindig zárt halmaz. Azokat a halmazokat, amelyek belső része üres halmaz, határhalmazoknak nevezzük.

## Definíciók

### Belső pont
Ha S egy euklideszi tér részhalmaza, akkor x az S belső pontja, ha létezik olyan nyílt halmaz, amelynek x eleme és amely S részhalmaza.
Ez a definíció a metrikus térben értelmezett belső pont definíciójának kiterjesztése. Ha ugyanis X metrikus tér d metrikával, akkor x az S belső pontja, ha létezik r > 0, úgy, hogy az X bármely y pontjára teljesül, hogy ha d(x, y) < r, akkor y eleme S-nek.
A topologikus terek esetén a nyílt halmazt (gömböt) lecseréli a környezet fogalma. Legyen S egy részhalmaza az X topologikus térnek. Ekkor ha x az S belső pontja, akkor létezik x-nek egy környezete, amely részhalmaza S-nek. Ez a definíció nem követeli meg a környezetek nyitottságát.

### Egy halmaz belső része
Egy S halmaz belső része S összes belső pontjának a halmaza. A belső részt int(S), Int(S), vagy So-el jelölik. A belső részre a következők igazak:
- int(S) az S halmaz egy nyílt részhalmaza.
- int(S) az összes lehetséges nyílt halmaz uniója amelyeket S bennfoglal.
- int(S) a legnagyobb nyílt halmaz amely részhalmaza S-nek.
- Egy S halmaz nyílt akkor és csak akkor ha S = int(S).
- int(int(S)) = int(S) (idempotencia).
- Ha S részhalmaza T-nek akkor int(S) is részhalmaza int(T)-nek.
- Ha A egy nyílt halmaz akkor, akkor és csak akkor részhalmaza S-nek ha A részhalmaza int(S)-nek.

Néha a második vagy a harmadik tulajdonságot a belső rész definíciójaként használják.

## Példák
- Bármely térben, üres halmaz belső része üres halmaz.
- Bármely X térben ha {\displaystyle A\subset X} akkor {\displaystyle int(A)\subseteq A} ahol {\displaystyle int(A)} A belső része.
- Ha X  az euklidészi tere az {\displaystyle \mathbb {R} } valós számoknak akkor {\displaystyle int([0;1])=(0;1)}.
- Ha X az euklidészi tere a {\displaystyle \mathbb {R} } valós számoknak akkor a racionális számok {\displaystyle \mathbb {Q} } halmazának a belső része üres halmaz.
- Ha X  a komplex számsík {\displaystyle \mathbb {C} =\mathbb {R} ^{2}} akkor {\displaystyle int}{\displaystyle (\{z\in \mathbb {C} :|z|\geq 1\})=\{z\in \mathbb {C} :|z|>1\}.}
- Bármilyen euklidészi térben a belső része bármely véges halmaznak üres halmaz.

## Belső rész operátor
A belső rész operátor o "megfeleltethető" halmaz lezártjának operátorának —-nak, a következőképpen.
So = X \ (X \ S)—,
valamint:
S— = X \ (X \ S)o
ahol X a topologikus tér aminek részhalmaza S.

## Halmazok külső része
Egy S halmaz külső részét, ha a teljes topológia X, ext(S)-sel vagy Ext(S)-sel jelölik, és ez megfelel S relatív komplementerének(X-re nézve) a belső részének: int(X \ S). Vagy másképp: X \ S—, vagyis a komplementere S lezártjának. Tulajdonságai:
- ext(S) egy nyílt halmaz amely diszjunkt S-től.
- ext(S) az összes olyan nyílt halmaz uniója amelyek diszjunktak S-től.
- ext(S) a legnagyobb nyílt halmaz amely diszjunkt S-től.
- Ha S, a T egy részhalmaza, akkor ext(S) bennfoglalja ext(T)-t.

A külső rész operátor nem idempotens, de teljesül hogy:
- ext(ext(S)) bennfoglalja int(S)-t.

## Belső rész diszjunkt alakzatok

A piros alakzatok nem belső rész diszjunktak a kék háromszögre nézve. A zöld és a sárga alakzatok belső rész diszjunktak a kék háromszögre nézve, de csak a sárga alakzat teljesen diszjunkt a kék háromszögtől.

Két alakzat a és b úgynevezett belső rész diszjunktak, ha a belső részeik metszete üres halmaz. Ezen alakzatok határaiknál lehet, hogy érintkeznek.

## Fordítás
Ez a szócikk részben vagy egészben  az   Interior (topology) című angol Wikipédia-szócikk fordításán alapul.  Az eredeti cikk szerkesztőit annak laptörténete sorolja fel. Ez a jelzés csupán a megfogalmazás eredetét és a szerzői jogokat jelzi, nem szolgál a cikkben szereplő információk forrásmegjelöléseként.

## Külső hivatkozások
- Interior Archiválva 2007. szeptember 30-i dátummal a Wayback Machine-ben at PlanetMath.org